# Fjodor Michajlovič Dostojevskij
Fjodor Michajlovič Dostojevskij (rusky  Фёдор Михайлович Достоевский; 30. říjnajul./ 11. listopadu 1821greg. Moskva – 28. lednajul./ 9. února 1881greg. Petrohrad) byl ruský spisovatel a filozof, jeden z nejvýznamnějších světových spisovatelů, vrcholný představitel ruského realismu a současně předchůdce moderní psychologické prózy. Počátky jeho tvorby jsou spojeny s tzv. naturální školou, postupně však její rámec přerostl. K nejznámějším jeho dílům patří romány Zločin a trest, Idiot a Bratři Karamazovi.

## Život

### Dětství a studium
Fjodor Michajlovič Dostojevskij se narodil roku 1821 v Moskvě v rodině lékaře jako druhé z osmi dětí. Otec pracoval v Mariinské nemocnici pro chudé a rodina bydlela v nevelkém  bytě v levém křídle nemocnice. Rodiče dbali na tradiční výchovu dětí a snažili se jim poskytnout dobré vzdělání. Matka je učila číst již v raném věku a otec jim předčítal pohádky a příběhy z ruských dějin. Starší děti pak měly domácí učitele pro různé předměty. V roce 1828 otec získal šlechtický titul, což mu umožnilo zakoupení vlastního panství. Zakoupil statek ve vesnici Darovoje v Tulské gubernii kde rodina trávila letní měsíce.
V září 1834 nejstarší děti Fjodor a Michail nastoupili do soukromé  internátní školy, kde se učili matematiku, rétoriku, zeměpis, dějepis, fyziku, logiku, ruštinu, řečtinu, latinu, němčinu, angličtinu, francouzštinu, psaní, kreslení a dokonce i tanec. Jejich přáním bylo stát se spisovateli, otec však trval na povolání, které jim poskytne materiální zabezpečení. V únoru 1837 zemřela matka a otec poslal oba chlapce na vojenskou strojírenskou školu v Petrohradě, kam byl však přijat jen Fjodor. Studium ho nebavilo,  veškerý svůj volný čas  věnoval četbě děl světové klasiky a ruských autorů, především Puškina. V roce 1839 otec  náhle zemřel na záchvat mrtvice po konfliktu s nevolníky na statku Darovoje. Po absolvování vysoké školy v roce 1843 Dostojevskij nastoupil do petrohradského inženýrského oddílu, ale v létě následujícího roku se rozhodl rezignovat a věnovat se plně literatuře. Dne 19. října 1844 obdržel doklad o  propuštění z vojenské služby v hodnosti poručíka. 

### Literární začátky a vyhnanství

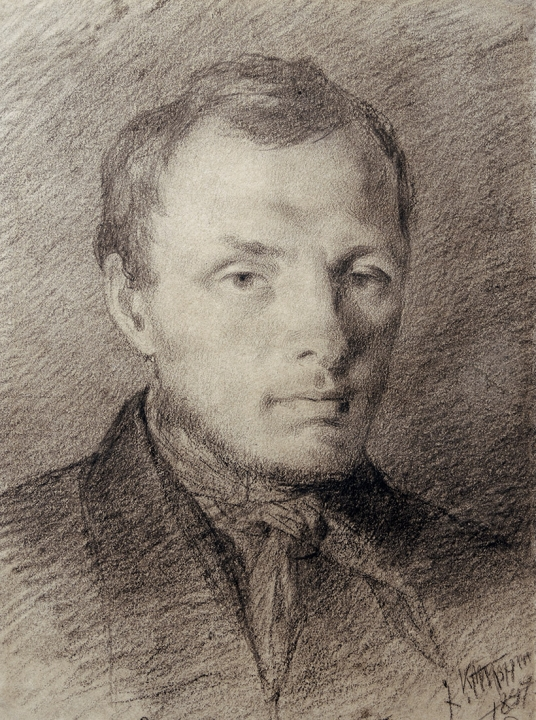
Portrét F.M.Dostojevského (tužka) od K.Trutovského (1847)

Už během studií se Dostojevskij pokoušel o vlastní literární tvorbu (drama, povídky) a také o překlad Balzacova románu Evženie Grandetová. V květnu 1845 dokončil svůj první román Chudí lidé, který mu přinesl úspěch i  uznání kritiky. Pomohl mu proniknout mezi spisovatele Bělinského okruhu. Jeho další dílo Dvojník se však setkalo s nepochopením a také následující rané povídky zůstaly za očekáváním. Měly především pomoci Dostojevskému z obtížné finanční situace.   Dostojevského blízký vztah s Bělinského okruhem skončil roztržkou po potyčce s Turgeněvem v roce 1846.  Dostojevskij však začal koncem ledna 1847 navštěvovat skupinu Petraševců, která vystupovala proti carovi Mikuláši I. Stal se členem její radikální části, jejímž cílem bylo  provést převrat  v Rusku. V dubnu 1849, krátce po vydání povídky Bílé noci, byl s dalšími členy zatčen a umístěn do vězení v Petropavlovské pevnosti. V listopadu téhož roku byl odsouzen k zbavení všech majetkových práv a trestu smrti zastřelením. Dne 22. prosince (3. ledna 1850greg.) Dostojevskij stanul i s dalšími Petraševci před popravčí četou na Semjonovském náměstí. Netušili, že rozsudek byl  již před několika týdny zrušen. Při fingované popravě byla na poslední chvíli vyhlášena milost a trest nucených prací.   Tento existenciální zážitek ho poznamenal na celý život. Tehdejší duševní stav později popsal v románu Idiot (1868). Dostojevskij byl poslán do vyhnanství na Sibiř a následující čtyři roky strávil v káznicích v Omsku.  Dojmy z pobytu ve vězení se promítly do povídky Zápisky z mrtvého domu (1861).Během pobytu mu lékaři diagnostikovali epilepsii, jejíž záchvaty se projevovaly už v dětství. Stráž však považovala jeho záchvaty za předstírání.  Na Sibiři však také získal schopnost soustředění a jelikož si sám prošel peklem, dokázal se vcítit do lidí s narušenou osobností.
Koncem února 1854 byl Dostojevskij  poslán jako vojín k sibiřskému praporu v Semipalatinsku. S pomocí přátel a jejich intervencí u nového cara Alexandra II.   usiloval o zrušení trestu. V den korunovace,  26. srpna 1856, byla oznámena milost pro bývalé Petraševce. Dostojevskému byla vrácena hodnost, ale byl ponechán pod tajným dohledem. Dne 6. února 1857 se Dostojevskij oženil s vdovou Marií Isajevovou, kterou poznal před třemi lety v Semipalatinsku. 
V dubnu 1857 byla vyhlášena úplná amnestie, podle níž byla děkabristům i petraševcům  vrácena šlechtická práva.  Dostojevskij měl zase možnost publikovat.  Jako první vyšla v časopise Otěčestvennyje Zapiski  povídka Malý hrdina.  V roce 1859 vyšly Dostojevského romány Strýčkův sen a Vesnice Stěpančikovo a její obyvatelé, v nichž satiricky posuzoval dosavadní poměry v zemi.
Období věznění a vojenské služby bylo v Dostojevského životě zlomové: z  utopického socialisty se přerodil v hluboce věřícího člověka. Na svobodu se vrátil jako spisovatel s náboženským posláním. Poznal prostý  ruský lid a zamiloval si ho. Věřil, že v každém člověku je skryto něco dobrého. Na základě vlastních zkušeností se stal mnohem citlivějším k lidskému utrpení, k vnitřnímu světu člověka. Dostojevského pobyt na Sibiři se logicky zrcadlí v jeho literární tvorbě. 

### Návrat do Petrohradu
V prosinci 1859 se Dostojevskij s manželkou a adoptivním synem Pavlem vrátili do Petrohradu. Byl však pod neustálým policejním dohledem, který byl  zrušen až v roce 1875.   V roce 1860 bylo ve dvou svazcích vydáno jeho dosavadní dílo, avšak bez většího ohlasu. Velkou literární událostí se stalo vydání Zápisků z mrtvého domu (poprvé v plném znění vyšlo v časopise Vremja, (Čas,1861-1862). Novátorské dílo, popisující  autorovy zkušenosti z vězení, ohromilo čtenáře v Rusku a získalo uznání kritiky. Kromě beletrie se věnoval i novinářské práci. Společně s bratrem Fjodorem vydával měsíčník Vremja a po jeho zákazu od roku 1864  Epocha. Na stránkách těchto časopisů se objevila další Dostojevského díla jako Ponížení a uražení (1861),  Špatná anekdota (1862), Zimní poznámky o letních dojmech (1863) a Zápisky z podzemí (1864). Epocha nikdy nedosáhla komerčního úspěchu jako Vremja a byla těžce zadlužená. 
V létě 1862 podnikl Dostojevskij svou první zahraniční cestu po západní Evropě. Navzdory skutečnosti, že hlavním účelem cesty byla léčba v německých lázních, v Baden-Badenu  spisovatel podlehl hráčské vášni, která mu přinášela neustálé problémy s penězi. Do kasin v Německu se vracel opakovaně několik let. Naposledy hrál ruletu ve Wiesbadenu 16. dubna 1871, kdy po prohře konečně svou vášeň přemohl.  V románu Hráč (1866) Dostojevskij popsal nejen svou závislost na hře, ale také  zklamání z komplikovaného milostného vztahu s mladou spisovatelkou Apollinarií (Polinou) Suslovovou. Své dojmy z cest po Evropě, úvahy o buržoazní civilizaci  i ideálech Velké francouzské revoluce popsal  v sérii osmi filozofických esejů Zimní poznámky k letním dojmům. Jeho dřívější sympatie k západu ochladly,  pochopil, že morální úroveň zdejší společnosti je špatná. Neuznával racionalismus, bezohledné jednání podnikatelů, jejich sobectví a příliš velké sebevědomí. Naopak se posílilo jeho národní uvědomění a přesvědčení o nutnosti samostatného rozvoje ruského života. Požadoval návrat k patriarchálním základům národního života, usiloval o  proměnu Ruska. Potřebu změny viděl v jedinci a jeho návratu k pokoře. Význam shledával také v návratu k ruským tradicím, čímž si získal carovu přízeň a úctu. Snažil se ubránit důsledkům moderních civilizačních procesů. K sebevraždám a k despotismu docházelo podle Dostojevského zejména vinou ztráty náboženské opory a přehnaného individualismu. Přál si změnit společnost podle křesťanských ideálů, radikálního převratu se ale bál. 

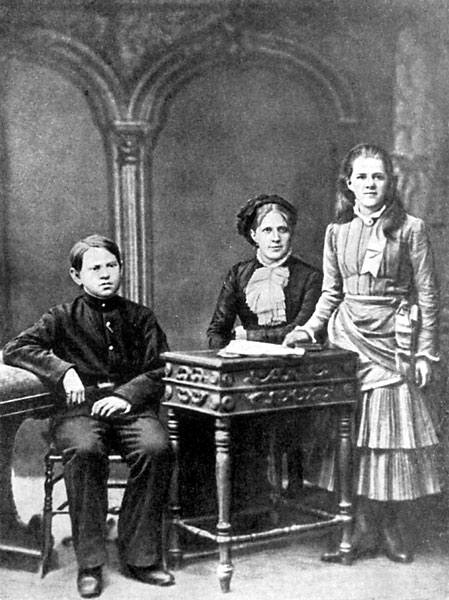
Dostojevského manželka Anna s dětmi Fjodorem a Ljubov

V roce 1864 zemřela spisovatelova manželka a starší bratr.  Šest měsíců po jeho smrti bylo ukončeno vydávání časopisu Epocha. Poté, co Dostojevskij převzal odpovědnost za dluhové závazky Epochy a dostal se do finančních potíží, byl nucen souhlasit s tíživými podmínkami smlouvy o vydání svých sebraných spisů s nakladatelem F. T. Stellovským. V letech 1865 až 1870 vydal Stellovskij kompletní sbírku Dostojevského děl ve 4  svazcích.   V roce 1865 začal pracovat na románu Zločin a trest, který byl v průběhu následujícího  roku publikován v časopise Russian Herald. Aby dodržel smlouvu se Stelovským, musel dodat do konce roku 1866 nový román.  V časové tísni   napsal v říjnu 1866 během 26 dní román Hráč za pomoci stenografky Anny Snitkinové, která se v únoru 1867 stala jeho druhou manželkou. V té době se Dostojevskij potýkal s vážnými finančními potížemi, protože kromě splácení dluhů věřitelům podporoval svého nevlastního syna z prvního manželství Pavla Isajeva a pomáhal rodině svého staršího bratra. Dostojevskij navíc neuměl zacházet s penězi. Za těchto okolností manželka vzala správu rodinných finančních záležitostí do vlastních rukou a chránila spisovatele před věřiteli. Dala do zástavy i své věno. Před věřiteli se uchýlil  i s rodinou do ciziny, kde vznikly romány Idiot (1868) a Běsi (1871–1872) a řada povídek.

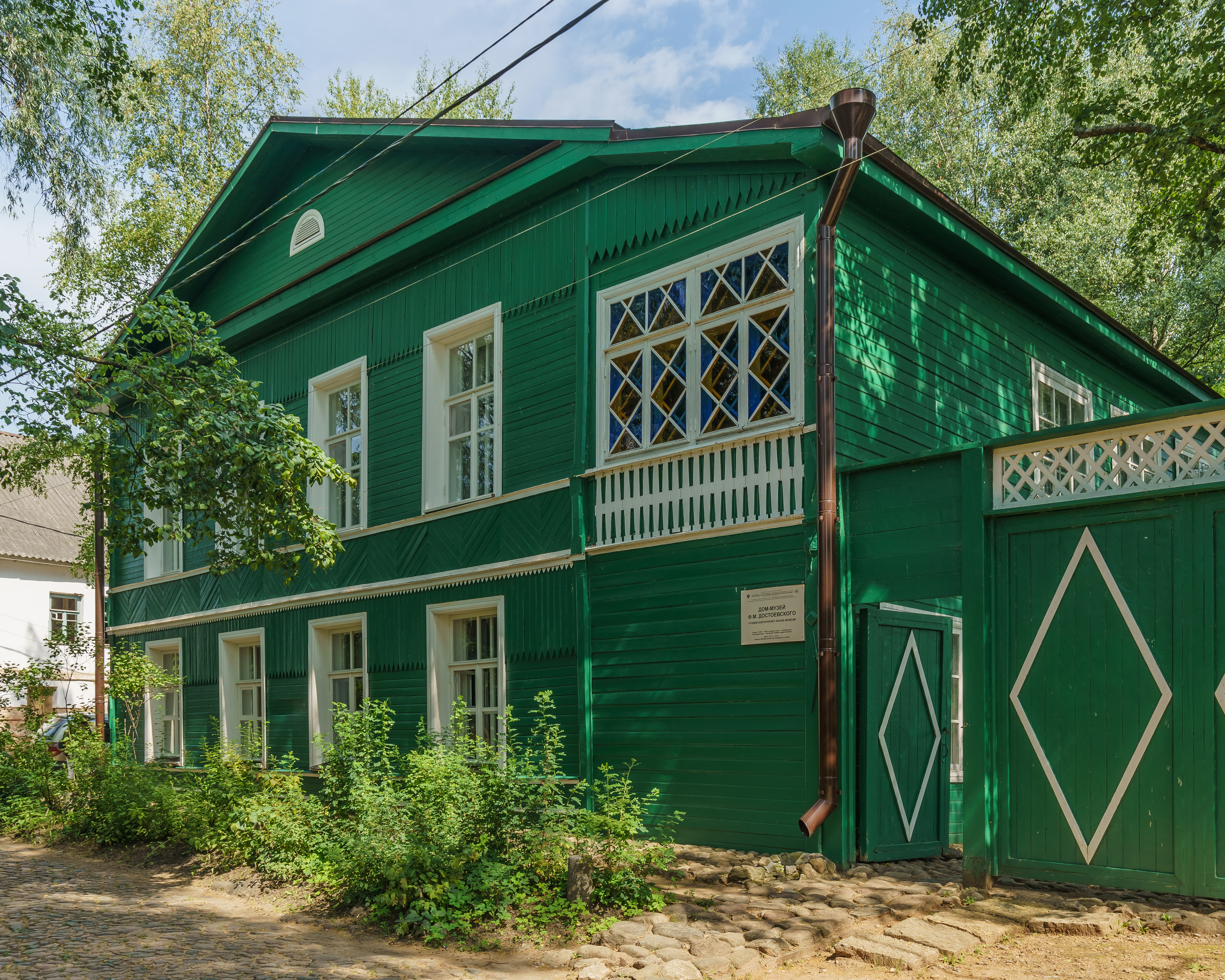
Dostojevského muzeum v obci Stará Russa

Dostojevskij měl z manželství s Annou Snitkinovou čtyři děti:
- dcera Soňa (1868–1868) se narodila v Ženevě, o několik měsíců později zemřela
- dcera Ljubov (1869–1926) se narodila v Drážďanech
- syn Fjodor (1871–1922) se narodil v Petrohradě
- syn Alexej (1875–1878) se narodil ve městě Stará Russa v Novgorodské oblasti, kde rodina trávila od roku 1871 letní pobyty

### Období tvůrčí aktivity a veřejného uznání
Do Petrohradu se vrátil v červenci 1871 po čtyřletém pobytu v  zahraničí. Následující léta byla obdobím rodinného štěstí i plodné tvůrčí aktivity.  V letech 1873–1874 byl redaktorem konzervativního časopisu Občan (Graždanin). V tomto období se  zformovalo jeho kritické vnímání buržoazně-liberálních hodnot. Dostojevského úvahy na toto téma se odrazily v románech Výrostek (1875), Bratři Karamazovi (1879–1880) a  filozoficko-literárním časopise Deník spisovatele,  který vydával v letech 1876–1877 a 1880–1881.  Časopis se těšil velké oblibě, což zvyšovalo vliv jeho autora na veřejné mínění. Dostojevskij byl v Rusku uznávanou osobností, jeho láska k mládeži, národu a vlasti mu získala nejvíc příznivců mezi mládeží. V roce 1878  byl zvolen členem korespondentem Ruské akademie věd.  Na shromáždění u příležitosti odhalení Puškinova pomníku v červnu 1880 pronesl svůj slavný projev, v němž Puškina  označil za  velkého světového básníka, úzce spojeného s ruským národem.  Společnost milovníků ruské literatury jednomyslně zvolila Dostojevského svým čestným členem a korunovala ho  obrovským vavřínovým věncem.  Puškinova řeč znamenala vrchol Dostojevského popularity.  Spisovatelova literární sláva dosáhla vrcholu v průběhu vydávání románu Bratři Karamazovi, který však již nestačil dokončit.

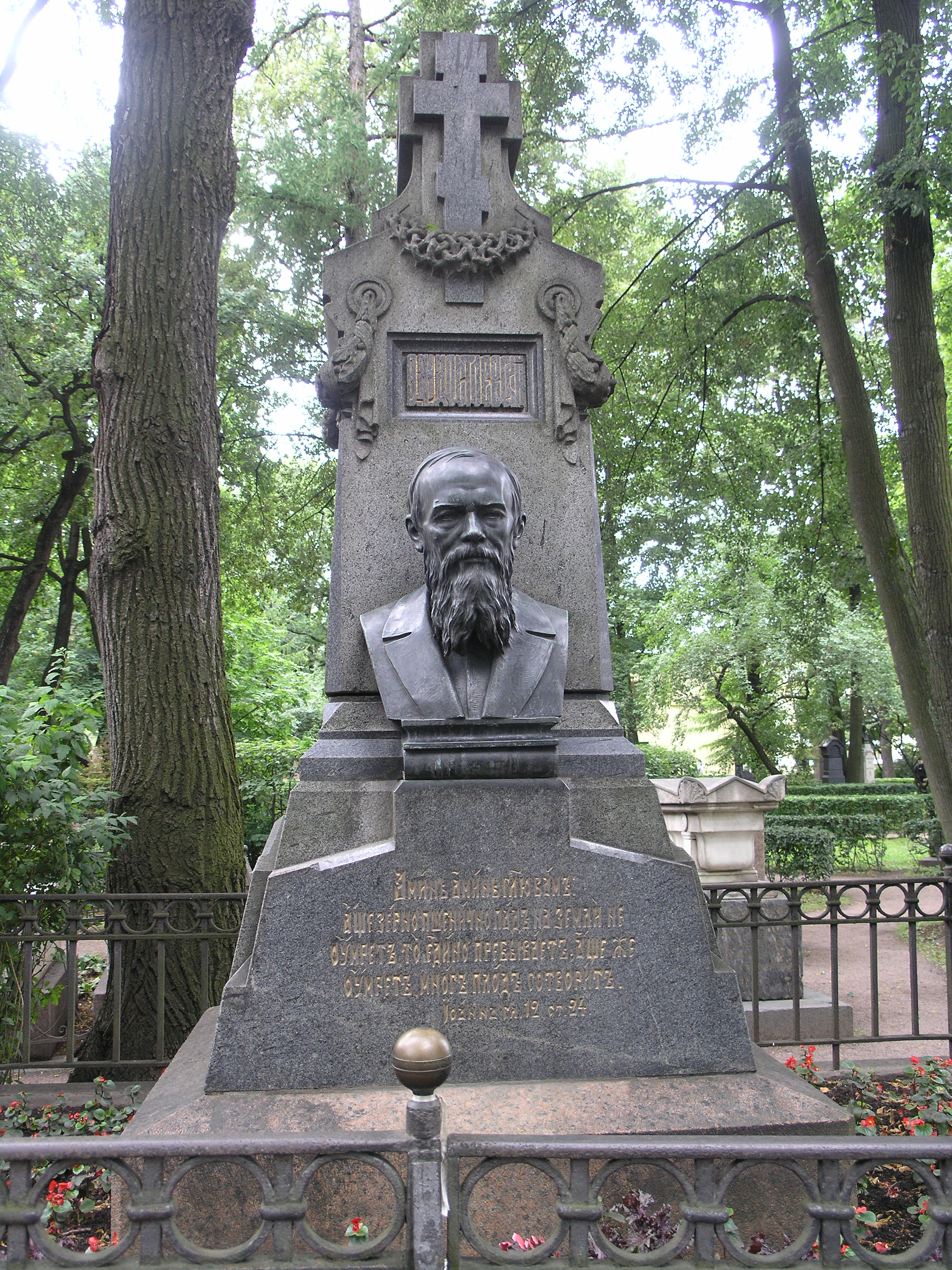
Dostojevského hrob na Tichvinském hřbitově v Petrohradě

### Smrt a pohřeb
Dostojevskij trpěl chronickou plicní chorobou, která byla příčinou jeho úmrtí 9. února (28. lednagreg.) 1881 ve věku 60 let. Zemřel ve svém bytě v Petrohradě na Kuzněcovské ulici a po zprávě o jeho smrti se s ním přišly rozloučit davy lidí. Pohřeb se konal   o tři dny později, v dlouhém průvodu  nesli muži rakev na ramenou až na Tichvinský hřbitov.
Dostojevskij věnoval svůj poslední román Bratři Karamazovi své ženě. Po spisovatelově smrti Anna Grigorjevna shromáždila dokumenty týkající se života a díla Dostojevského, vydala jeho díla a připravila své deníky a paměti k vydání.
Dům ve Staré Russi, kde Dostojevský s rodinou pobýval v letních měsících, byl přeměněn na muzeum a je přístupný veřejnosti. Další muzea F.M.Dostojevského se nacházejí v Moskvě, Petrohradě, Omsku, Novokuzněcku a ve vesnici Darovoje.

## Filozofické názory
Středem pozornosti Dostojevského jako filozofa nebyly ani tak problem gnoseologické a ontologické, jako spíše otázky etické, náboženské, estetické a zčásti sociologické. Dostojevského znepokojovala otázka, jaké jsou příčiny, jež plodí sociální nerovnost, a jaké jsou reálné podmínky, s jejichž pomocí by bylo možno odstranit sociální nespravedlnost a dosáhnout všeobecného blahobytu a bratrství. Dospěl k závěru, že společenské zlo se rodí nejen ze sociálních podmínek, ale především z „dvojaké povahy“ člověka, který v sobě od věků nese „temný“ a „světlý“ princip, sklon k „hříchu“ a sklon k „spravedlnosti“, smysl pro dobro i zlo. Etika Dostojevského, který hlásal křesťanskou myšlenku zdokonalování osobnosti, směřovala proti teorii ruských revolučních demokratu o aktivní úloze sociálního prostředí a o nutnosti jeho přetvoření, mají-li se změnit názory lidí a jejích morálka. V této teorii spatřoval oklešťování svobody a významu osobnosti a redukování „tajuplné“ a „záhadné“ podstaty člověka na „klaviaturu piana“.
Jeho názory formovalo sociální hnutí čtyřicátých let, ale jako hluboce věřící člověk   viděl v životě především mravní a náboženský problém, hledání vyššího smyslu bytí. Hlásal národní uvědomění, úctu ke staroslovanským a ruským  základům a mravně-politickým zásadám. Prostý lid zůstal, podle jeho názoru, věrný křesťanským zásadám a ideálům. Věřil v osobní svobodu člověka,  každý člověk je odpovědný za své činy a zasluhuje spravedlivou odměnu nebo trest. Každý přestupek a hřích musí být vykoupen utrpením. Svoboda člověka nezávisí na vnějších hmotných, politických a ekonomických okolnostech, nýbrž na mravních a náboženských zásadách. Psychologickým základem a hlavním pravidlem mravního života je  láska, trpělivost a pokora.

## Dílo

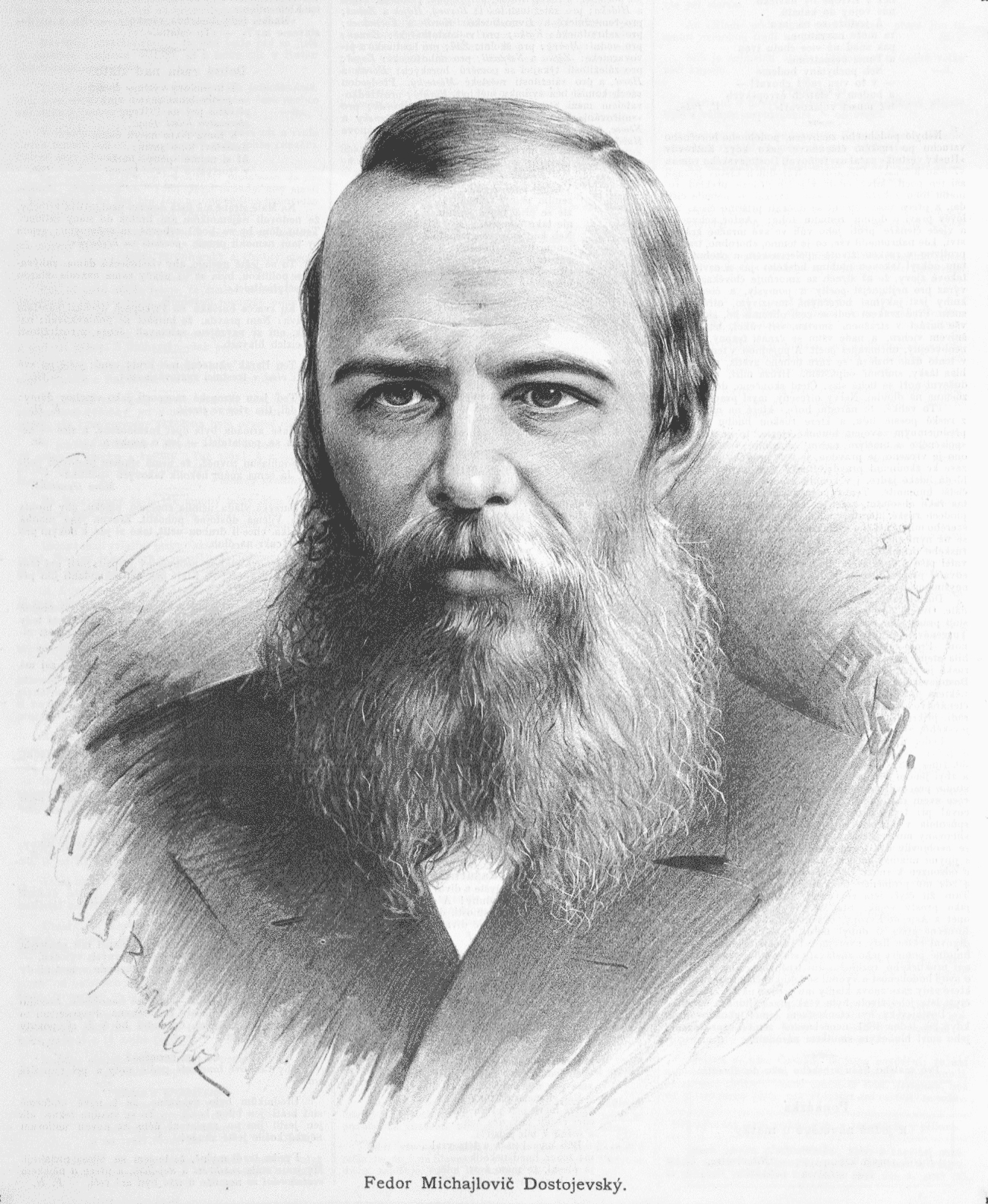
Fjodor Michajlovič Dostojevskij (1889)

Dostojevského práce byly přeloženy do více než sto sedmdesáti jazyků. Jeho význam  přesáhl rámec beletrie a zahrnuje náboženské myšlení, existencialistickou filosofii, psychoanalýzu, moderní křesťanskou antropologii, ale i diskusi o novověkých kořenech evropské kultury či významu a nebezpečí utopického myšlení.Dostojevskij se svým dílem ovlivnil filozofii dvacátého století a stal zakladatelem moderního psychologického románu, i když sám sebe jako psychologa odmítal.
Prostřednictvím svých postav rozvažuje ve svých románech nad smyslem lidského života. Ve svých dílech psychologicky rozebíral postavy s různými duševními poruchami, jež byly mnohdy postaveny před rozhodující životní situaci, kterou byly nuceny řešit. Demonstroval krizové příznaky v psychologii současné společnosti, zhoubně poznamenávající lidské vztahy, zachytil soudobé hnutí anarchistických teroristů i morální a existenciální problematiku. Mistrně popsal nejtemnější stránky lidské psychiky.   Klíčovými motivy jeho románů jsou konflikt vnitřní čistoty s morálním úpadkem a očistná síla utrpení. Ve složitém vnitřním světě jeho postav se sváří dobro se zlem, láska s nenávistí, pud sebezáchovy se sebedestrukcí, víra se skepsí. Dostojevského dílem prostupují dvě základní roviny: sociální a existenciální. Před sibiřským vyhnanstvím byl Dostojevskij utopický socialista, podle literárních historiků se posléze vyvinul v pravoslavného monarchistu. Zásadně odmítal násilí jako prostředek řešení sociální otázky.

### První období
Díla prvního období Dostojevského tvorby patřila k různým žánrům. Byl silně ovlivněn  N. V. Gogolem, jeho raná próza je spjata s poetikou tzv. naturální školy.   Od  padesátých let se v jeho prózách objevují humoristické a satirické prvky.  Kromě řady povídek (Pan Procharčin, Žena někoho jiného, Žárlivý manžel, Malinký hrdina a jiné) sem patří novely
- Chudí lidé (Бедные люди; 1846) – román v dopisech. Touto prvotinou navázal na tradici gogolovského realismu, ale svůj zájem už zde soustřeďoval především do nitra postav. Snažil se vyložit jejich vnitřní svět, a také proces deformace, jemuž lidé podléhají v střetu s krutým okolím.
- Bílé noci (1848) – lyrická povídka, vymyká se jeho další tvorbě. O dívce, která každý večer čeká na svého milého u břehu řeky. Nesmělý mladík jí začne dělat společnost a po čase se do ní zamiluje, ale dívka chce, aby zůstali přáteli. Přesto jí vyzná lásku, dívka se rozhoduje, zda přijmout jeho lásku, ale právě tehdy se vrátí její milý a ona jde bez váhání za ním.
- Dvojník (1849) – novela, první z hlubinných analýz rozdvojené psychiky člověka pod tlakem okolního odcizeného světa.
- Nětočka Nězvanovová (1849, vydáno 1866) – novela,  dívka vyrůstající uprostřed největší mravní a fyzické bídy, v rozhárané rodině svého otčíma, nadaného, ale zkrachovaného hudebníka, si uchovává naději na lásku
- Strýčkův sen (1859) – Dostojevskij poprvé v ruské literatuře vylíčil osud bezprávného „mladého“ člověka jako sociální tragédii a objevil v něm hlubokou lidskost. Na tragiku vlastního života reagoval Dostojevskij i svým černým humorem.
- Ves Štěpančikovo a její obyvatelé (1859) – popis ruské vesnice s charakteristikou jejích obyvatel s prvky satiry

### Přechodné období
- Uražení a ponížení (1861) – čtyřdílný román v sentimentálním stylu, postavy v extrémních psychických polohách vytvářejí složitý obrazec  milostných vztahů a propletenců, včetně náznaků politických intrik. Dostojevskij opět zdůrazňuje nutnost zastat se chudých a bezmocných proti krutosti mocných.
- Zápisky z mrtvého domu (1861) - kronika života v sibiřské káznici vytvořená na základě vlastních zkušeností. Výjimečné prostředí a výjimečné postavy (vrazi, političtí vězni) v krajní existenciální situaci nepropadají šílenství; naopak usilují o  znovuvybudování duševní rovnováhy, i když někdy vše končí v zoufalství existenciálního tlaku
- Zápisky z podzemí (1864) – novela předjímající existencialismus, drásavý portrét člověka, jehož přesvědčením je nenechat sebou nikdy manipulovat, i kdyby to bylo ospravedlňováno „prospěchem“ a „pokrokem“. V polemice s Černyševským popírá utopické představy o přechodu ke  spravedlivějšímu uspořádání světa.

### Zralá díla
Dostojevskij se od povídek a novel menšího rozsahu dostává k velké epice. V románech a povídkách tohoto období psal o téměř výhradně o lidském chování v mezních situacích. Zabývá se otázkou lidského svědomí a odpovědnosti za lidské konání.  Hledá ideál svobodného člověka, který si dokáže utvořit vlastní názor a stát si na něm. Je mistrem psychologické analýzy. 
- Zločin a trest (1866) – hlavním hrdinou je chudý petrohradský student Rodion Romanovič Raskolnikov, který se cítí být výjimečný. Má svou vlastní teorii o tom, že život některých lidí je bezcenný a že tudíž není hříchem jim ho vzít. Jde k lichvářce a zabije ji, jenže za lichvářkou přijde její sestra, která vše viděla, a tak musí zabít i ji (sekerou). Po činu uteče, po čase se dostane do rodiny alkoholika Marmeladova. Zde pracuje (jako prostitutka) jeho dcera Soňa. Raskolnikov se do Soni zamiluje a svěří se jí se svým činem. Soňa ho přesvědčí, aby se šel přiznat, za svůj čin je odsouzen na 8 let na Sibiř, kde je mu Soňa oporou. Román klade závažné společenské a filozofické otázky.  Dílo bylo mnohokrát zfilmováno.
- Hráč (1866) – román, ve kterém použil autor své zkušenosti s hráčskou vášní, poukazuje na zhoubné působení peněz,  sonda do tehdejší  společnosti a doby.
- Idiot (1868) – hlavní hrdina kníže Lev Nikolajevič Myškin, nedoléčený epileptik, se po dlouhé době léčení ve Švýcarsku vrací do Petrohradu, do ruské společnosti, v níž je zprvu kvůli své nemoci označován za „idiota“. Jeho šílenství je středem posměchu; dvě ženy, které miluje, od něho odcházejí. Svým chováním velmi rychle dovede předsudky ostatních změnit, a většinou dokonce zcela vyvrátit.  Svou lidskostí, nesobeckou ušlechtilostí a zdánlivě až naivní dobrotivostí dokonce nad ostatní ruskou společností výrazně vyniká. Dílo bylo mnohokrát zfilmováno.
- Běsi (též Běsové, 1871–72) – hlavní myšlenka tohoto díla je vyjevena v soudobém Rusku, které hlavnímu hrdinovi Štěpánu Trofimovičovi přijde nemocné, plné neduhů a morových ran, plné běsů a běsíků, co se v jeho milém Rusku nashromáždilo. Satira na společenskou obrodu.
- Výrostek (1875) – román vykresluje morální rozpor chlapce, který hledá  své místo ve společnosti. Je psán formou  retrospektivních zápisků hlavního hrdiny o bouřlivých událostech, které se odehrály po jeho příjezdu k otci do Petrohradu.
- Bratři Karamazovi (1879) – poprvé vydáno 1879–1880, Dostojevského vrcholné dílo, psychologický a filosofický román s kriminální zápletkou (Legenda o Velkém inkvizitorovi). Otec Fjodor Pavlovič Karamazov je zhýralec, který se o žádného svého syna nestaral (Dimitrij, Ivan, Aljoša, Smerdakov už vůbec) Starší syn Dimitrij je vášnivý stejně jako otec, Ivan je nadaný, racionálně uvažující ateista, nejmladší Aljoša žije zasvěceným životem v klášteře. Dimitrij se s otcem soudí o majetek, který mu má odkázat, i když vina je na obou stranách. Jednoho dne je však Fjodor zavražděn a z vraždy je obviněn Dimitrij. Kniha čtenářovi neodpovídá na otázku, kdo vraždu skutečně spáchal. Román má mnoho dalších důležitých dějových linií, např. lásky Dmitrije, který se rozhoduje mezi Kateřinou a Agrafenou, na niž má zálusk i jeho otec Fjodor. ) Jde o  hlubokou analýzu člověka a ruské společnosti v 2. polovině 19. století.

Kromě těchto velkých románů Dostojevskij napsal v sedmdesátých letech povídky Věčný manžel (1870), příběh nečekaného setkání, odkrývající postupně i ty nejskrytější a nejspodnější dimenze lidského charakteru a Něžná (1876) o tragickém milostném vztahu dvou lidí z odlišných společenských vrstev. Programově se věnoval i publicistické činnosti prostřednictvím osobního časopisu Deník spisovatele, který vydával od roku 1876. Dostojevskij v něm uveřejňoval stati vyznačující se hlubokou láskou k vlasti i vírou ve velké poslání ruského národa. 

## Ohlas po smrti
V Rusku byl Dostojevskij do roku 1917 přijímán rozporuplně. Do jeho hodnocení se promítalo ztotožňování autora s postavami jeho děl, což vedlo k odmítavému postoji části odborné kritiky.  V Sovětském svazu Dostojevskij nezapadal do rámce oficiální marxistické literární kritiky, protože vystupoval proti násilným metodám revolučního boje, hlásal křesťanství a vystupoval proti ateismu.  Jeho dílo bylo opomíjeno, nepatřil mezi oficiální spisovatele uznávané sovětskou vládou. Jedním z nejtvrdších odpůrců byl Maxim Gorkij. Teprve v roce 1956 byl rehabilitován sovětskou literární kritikou,  když Dostojevského úspěch na Západě převážil jeho ideologické hříchy proti sovětskému režimu a nálepka „reakční“ z jeho popisu zmizela. Byl zařazen mezi klasiky ruské a sovětské literatury, vyšly jeho kompletní spisy. Sovětští badatelé se od konce 80. let zapojili do činnosti Mezinárodní  vědecké společnosti Dostojevského, která byla z iniciativy ruských emigrantů založena v roce 1971 v NSR za účelem studia života a díla tohoto spisovatele.
V západních zemích byly Dostojevského romány populární od začátku 20. století. Překlady do němčiny, švédštiny, dánštiny, francouzštiny, norštiny a angličtiny se objevily až po jeho smrti.  V češtině vyšla jako první v roce 1882 jeho novela s názvem  Aninka Nezvanova (v originále Nětočka Nezvanova).  Vliv Dostojevského je zřejmý v dílech mnoha zahraničních klasiků, včetně Marcela Prousta, André Gida, Alberta Camuse, Jeana-Paula Sartra  ve Francii, Knuta Hamsuna  v Norsku, Thomase Manna, Hermanna Hesse, Heinricha Bölla v Německu, Williama Faulknera, Ernesta Hemingwaye  v Americe, Kobo Abeho, Kenzaburo Oeho  v Japonsku.
Mnoho jeho románů a povídek bylo inspirací pro tvorbu hudebních děl. Mezi nejznámější a nejčastěji uváděné patří opery Hráč Sergeje Prokofjeva  (premiéra v Bruselu 1929), Zápisky z mrtvého domu Leoše Janáčka  (premiéra v Brně 1930), Raskolnikov Heinricha Sutermeistera (premiéra ve Stockholmu 1948), Idiot Mieczysława Weinberga (1986), Bratři Karamazovi Otakara Jeremiáše  (premiéra v Praze 1928). 
Dramatická povaha spisovatelovy kreativity vedla ke vzniku mnoha  divadelních inscenací. Premiéra prvního představení podle románu Běsi se konala 29. září 1907 v  Petrohradě. V Moskevském uměleckém divadle (MCHAT) byly poprvé uvedeny inscenace  Bratři Karamazovi v roce 1910 a Běsi (pod titulem  Nikolaj Stavrogin  23. října 1913). Dramatik a scenárista Leo Birinski podle románu Zločin a trest napsal divadení hru Raskolnikov, která byla uvedena v Geře roku 1913.  Tento román zdramatizoval i polský režisér Andrzej Wajda, který jej  uvedl na scénu v roce 1983.  Různé dramatizace Dostojevského  románů Idiot, Bratři Karamazovi, Zločin a trest, Běsi, Hráč a další jsou zařazovány na repertoár mnoha divadel v  České republice. 
Zájem projevil i filmový průmysl, počet filmových a televizních adaptací Dostojevského povídek a románů již přesáhl  stovku.   První snímky vznikly v Rusku v roce 1915 (Bratři Karamazovi, Nikolaj Stavrogin). V cizině měly v roce 1921  premiéru dva němé filmy režiséra Carla Froelicha (Irrende Seelen na motivy románu Idiot a  Bratři Karamazovi). V pozdějších letech dosáhl značnou popularitu film Hráč (1958) s Gérardem Philipem v hlavní roli.  Roku 1988  vytvořil režisér Andrzej Wajda adaptaci románu Běsi (hrají: Isabelle Huppertová, Philippine Leroy-Beaulieu). Československá televize natočila v roce 1967 podle povídky Něžná  film s názvem Krotká, který získal  cenu  Zlatá nymfa na festivalu v Monte Carlu. Celovečerní filmy na motivy Dostojevského románů natočili  Petr Zelenka (Karamazovi, 2008) a Saša Gedeon (Návrat idiota,1999). 

### Dostojevského díla na internetu v češtině
- Aninka Nezvanova. Překlad Hynek Jaroslav Mejsnar. Tábor: Arnošt Pešl, 1882. Dostupné online.
- Běsové. Překlad Stanislav Minařík. Praha: Kvasnička a Hampl, 1925. Dostupné online.
- Hráč. Překlad V. Prach. Praha: Čas, 1900. Dostupné online.
- Chudí lidé a drobné povídky. Překlad Jaromír Hrubý. Praha: J.Otto, 1892. Dostupné online.
- Politické úvahy. Překlad Josef Skružný. Praha: [s.n.], 1907. 173 s. Dostupné online.
- Slabé srdce. In 1000 nejkrásnějších novel... č. 67. Překlad Jeronym Holeček. Praha: J. R. Vilímek. 54 s.
- Uražení a ponížení. Překlad Vilém Mrštík. Praha: F. Šimáček, 1888. Dostupné online.
- Věčný manžel. Překlad Stanislav Minařík. Praha: Stanislav Minařík, 1924. 188 s. Dostupné online.
- Zápisky z podzemí : povídka. Překlad Josef Pelíšek. Praha: [s.n.], 1911. 195 s. Dostupné online.
- Zločin a trest. Překlad Josef Penížek. Praha: Národní listy, 1883. Dostupné online.
- Zločin a trest, část první (nutný DjVu plugin)
- Zločin a trest, část druhá (nutný DjVu plugin)